# Monte Llano (Cidra)
Montellano es un barrio ubicado en el municipio de Cidra en el Estado Libre Asociado de Puerto Rico. En el Censo de 2010 tenía una población de 984 habitantes y una densidad poblacional de 200,49 personas por km².

## Geografía
Montellano se encuentra ubicado en las coordenadas 18°12′12″N 66°9′16″O / 18.20333, -66.15444. Según la Oficina del Censo de los Estados Unidos, Montellano tiene una superficie total de 4.91 km², de la cual 4.91 km² corresponden a tierra firme y (0%) 0 km² es agua.

## Demografía
Según el censo de 2010, había 984 personas residiendo en Montellano. La densidad de población era de 200,49 hab./km². De los 984 habitantes, Montellano estaba compuesto por el 81.91% blancos, el 6.1% eran afroamericanos, el 0.2% eran amerindios, el 9.76% eran de otras razas y el 2.03% pertenecían a dos o más razas. Del total de la población el 98.37% eran hispanos o latinos de cualquier raza.